# Miconia hypoleuca
Miconia hypoleuca är en tvåhjärtbladig växtart som först beskrevs av George Bentham, och fick sitt nu gällande namn av José Jéronimo Triana. Miconia hypoleuca ingår i släktet Miconia och familjen Melastomataceae. Inga underarter finns listade i Catalogue of Life.